# Ахмед Лютфи Вакед
 Ахмед Лютфи Вакед (англ. Ahmed Lutfi Waked, 1920, Кафр-Сакр, Шаркия, Британский протекторат Египет — 20 сентября 1998, Каир, Арабская Республика Египет) — египетский политический, военный и общественный деятель, один из участников движения «Свободных офицеров», один из лидеров Национально-прогрессивной (левой) партии Египта.

## Биография
Ахмед Лютфи Вакед родился в 1920 году в расположенном в дельте Нила Кафр-Сакре, провинция Шаркия, Британский протекторат Египет в состоятельной семье. Его отец занимал пост мэра (omdah) Каф Сагра и был депутатом парламента. Вакед с детства испытал сильное влияние своих родственников — приходившихся ему дядями известного либерального мыслителя Ахмеда Лютфи аль-Сайеда-паши и Имама Вакеда, отбывавшего 15-летний срок в тюрьме за заговор с целью убийства британского комиссара в Египте лорда Китченера.

### Служба в армии и политика
Несмотря на происхождение, Лютфи Вакед заразился от них идеями патриотизма и социальной справедливости. В 15 лет он присоединился к антибританскому движению, организованному партией «Мыср эль-Фатат» («Молодой Египет») и в ноябре 1935 года был арестован за участие в антибританской демонстрации. Однако Вакед не оставил политической деятельности, что не помешало ему в 1938 году поступить в Военную академию в Каире. Там он познакомился с другим обеспеченным выходцем из дельты Нила Халедом Мохи эд-Дином, с которым его связала многолетняя дружба и общность политических взглядов. Однако после окончания академии друзья на много лет расстались — Вакеда распределили в корпус пограничной охраны, а Мохи эд-Дин отправился служить в танковые войска.
Лютфи Вакед участвовал в Первой арабо-израильской войне, а в 1949 году майор Гамаль Абдель Насер привлёк его к участию в подпольной организации «Свободные офицеры».

### Рядом с Насером
После Июльской революции 1952 года Вакед, не входивший в руководство организации, но пользовавшийся доверием Насера, избежал репрессий, которым подверглись египетские марксисты и даже сделал карьеру, в 1954 году возглавив администрацию президента Египта. Он также руководил подготовкой вооружённых палестинских групп для акций на территории Израиля, а в 1955 году развернул их деятельность в Иордании.
В том же 1955 году, когда Гамаль Салем исполнял обязанности президента во время поездки Насера на конференцию в Бандунге, Вакед и Камаль Рифаат были управляющими делами президента и разработали план торжественной встречи Насера, при том, что Салем требовал сделать встречу обыкновенной. Однако Вакед и Рифаат тайно подготовили всенародную торжественную встречу Насера, которая стала для Салема неожиданностью. Это укрепило доверие президента к Вакеду, известному своими марксистскими взглядами. В период Суэцкого кризиса Насер даже обратился к Вакеду, Ахмеду Хамрушу и Ахмеду Фуаду с просьбой связаться с египетскими коммунистами, как с союзниками по возможному подпольному сопротивлению в случае победы англо-французских сил. Однако в 1957 году президент Насер назначил Лютфи Вакеда редактором газеты «Аль-Шааб» после отстранения от этой должности Салаха Салема. Когда в 1959 году группа египетских коммунистов предстала перед судом по обвинению в шпионаже, один из адвокатов попросил 13 армейских офицеров выступить свидетелями на стороне защиты. Из них явились в суд только Халед Мохи эд-Дин и его бывший сокурсник Ахмед Лютфи Вакед.

### Тюрьма и политическое забвение
В 1961 году, после распада Объединённой Арабской Республики Вакед примкнул к тайному панарабистскому движению «Новые свободные офицеры» Дауда Эвейсса, начавшему распространять антиправительственные листовки. Когда спецслужбы доложили Насеру о подпольной деятельности бывшего руководителя президентской администрации, тот санкционировал его арест. Лютфи Вакед был приговорён к 15 годам тюрьмы, но Насер сократил его срок до 27 месяцев. В 1964 году Вакед вышел на свободу и исчез из общественной и политической жизни Египта.

### Тагамму. Соратник Халеда Мохи эд-Дина
Только в 1975 году Ахмед Лютфи Вакед вместе с Камалем Рифаатом основал еженедельный журнал «Аль-Катиб» («Писатель»). Однако журнал вскоре был запрещён президентом Садатом и Вакед примкнул к левой политической группировке Халеда Мохи эд-Дина, вместе с которым затем создал Национально-прогрессивную (левую) партию Египта (Тагамму). От партии осенью 1976 года он вместе Мохи эд-Дином был избран депутатом Народного собрания Египта и занимал депутатское кресло до следующих выборов. Вакед стал заместителем Халеди Мохи эд-Дина по партии, а также возглавил редакцию партийной газеты «Аль-Ахали». Он сумел отстоять интересы газеты в период преследований со стороны властей, в то же время избегая вступать во внутрипартийные конфликты. В этот период Вакед заявлял, что по убеждениям является юнионистом и левым демократом, хотя в Тагамму его считали консерватором и проправительственным националистом.
Ахмед Лютфи Вакед скончался во время операции простаты в Каирском госпитале 20 сентября 1998 года в возрасте 78 лет.